# Expedicions del Nord de Zhuge Liang
Les Expedicions del Nord de Zhuge Liang (諸葛亮北伐) van ser una sèrie de cinc campanyes militars llançades per l'estat de Shu Han contra l'estat del nord de Cao Wei del 228 EC fins al 234 EC. Les cinc expedicions van ser dirigides pel famós estadista i comandant Zhuge Liang. Tot i no tenir èxit i ser res decisives, les expedicions s'han convertit en alguns dels conflictes més famosos del període dels Tres Regnes. En la història popular, se superposen com les "Sis campanyes des del Mont Qi" (六出祁山), el qual és inexacte, ja que Zhuge Liang només va llançar les seves campanyes des del Mont Qi dues vegades.

## Rerefons

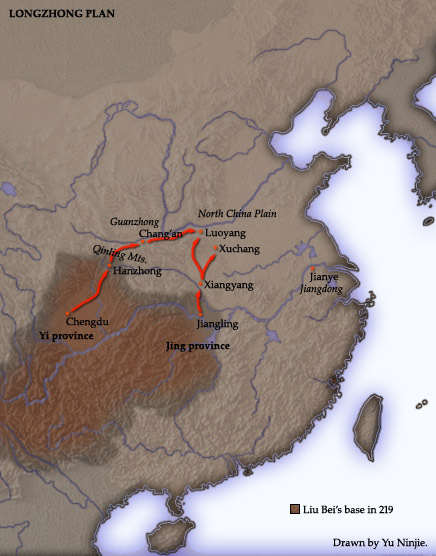
El pla Longzhong

En el 227 EC, la Xina estava dividida en tres regnes competidors - Wei, Shu i Wu - cadascú amb el propòsit de reunificar l'imperi de la caiguda Dinastia Han. En l'estat de Shu, el pensament estratègic darrere de les Expedicions del Nord es remunta ja al 207, quan un Zhuge Liang de vint-i-set anys esbossa el seu Pla Longzhong al seu senyor Liu Bei. En ell, n'explicava en termes molt generals la necessitat d'obtenir una base geogràfica viable, i després anà a detallar un atac al nord per dos flancs per dominar el nord. Un avanç seria des de la província de Yi a l'oest (a grans trets l'actual província Sichuan), cap al nord per les muntanyes de Qinling, desembocant en la vall del riu Wei assolint d'una posició estratègica a la gran metròpoli Chang'an des de la qual dominar la gran corba del riu Groc. El segon avanç seria des del nord de la província Jing fins al centre polític de Luoyang.
Després que Liu Bei s'establí a la Província de Yi en el 215, els requisits essencials del pla havien estat completats. L'arranjament geopolític previst per Zhuge Liang demostrà, això no obstant, ser militarment inestable. L'aliança amb l'estat de Wu en l'est es va trencar a causa de l'afer de l'ocupació de la província de Jing. Al voltant del 223, la província es va perdre i Liu Bei, així com alguns dels seus principals generals, van morir en batalla. Fins i tot després d'això Zhuge Liang en va restablir les relacions d'amistat amb Wu, el seu pla original havia estat notablement alterat, ja que només la punta esquerra podria ser executada.
En el molt citat Chu Shi Biao de Zhuge Liang del 227, ell li explica en termes molt ideològics al fill de Liu Bei, Liu Shan, el seu raonament per la seva marxa de la capital Chengdu: "Hem de dirigir els tres exèrcits per assegurar-nos la Planúria Central en el nord. Contribuint tot el que puga, anem a exterminar als malvats i a restaurar la casa dels Han, per així regressar a l'antiga capital. Tal és el deure d'un súbdit; el correspondre a l'antic emperador i el jurar lleialtat a Sa Majestat."

## Geografia
El pla de Zhuge Liang deia de marxar cap al nord des de Hanzhong, el nucli de població principal al nord de la província de Yi. En el segle tercer, la regió de Hanzhong era una zona escassament poblada envoltada de selva verge i salvatge. La seva importància raïa en la seva ubicació estratègica en una plana llarga i fèrtil al llarg del riu Han, entre dues serralades massisses, Qinling al nord i Micang al sud. Hi era el principal centre administratiu del districte fronterer i muntanyós entre la rica Conca Roja (Planúria Sichuan) al sud i la vall del riu Wei al nord. L'àrea també oferia accés a l'àrid nord-oest, i el ressalt Gansu.